# União das Freguesias de Braga (Maximinos, Sé e Cividade)
Die União das Freguesias de Braga (Maximinos, Sé e Cividade) ist eine portugiesische Gemeinde (Freguesia) im Kreis (Concelho) Braga, Distrikt Braga, im Nordwesten Portugals.

## Geschichte
Die Gemeinde entstand im Zuge der Gebietsreform vom 29. September 2013 durch die Zusammenlegung der ehemaligen Gemeinden Maximinos, Sé und Cividade.
Braga wurde Sitz der neuen Verwaltung.

## Demographie

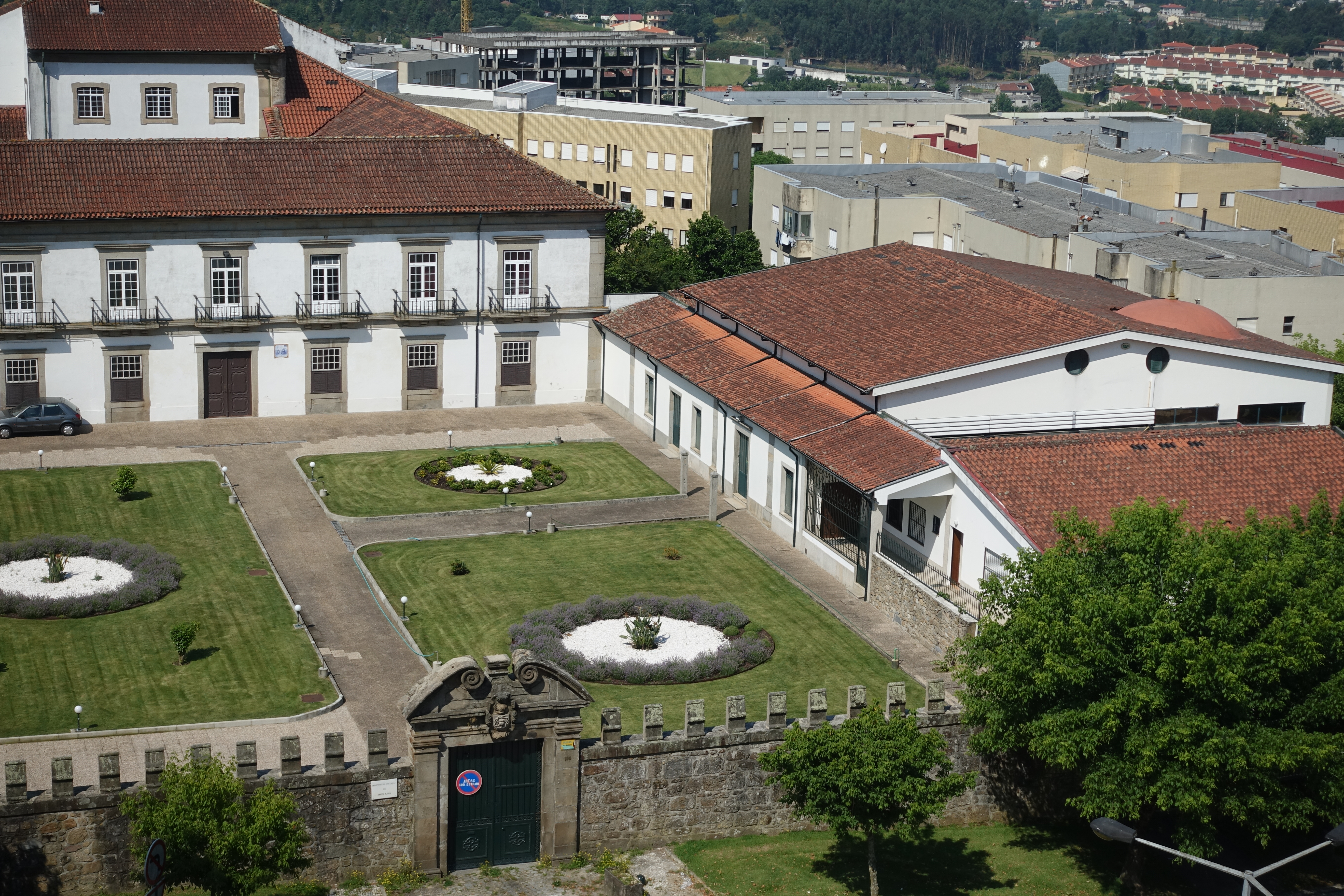
Mosteiro da Visitação de Santa Maria

| Freguesia | Freguesia                        | Freguesia | Freguesia       | ehemalige Freguesias | ehemalige Freguesias | ehemalige Freguesias | ehemalige Freguesias |
| --------- | -------------------------------- | --------- | --------------- | -------------------- | -------------------- | -------------------- | -------------------- |
| Wappen    | Freguesia                        | Einwohner | Fläche in (km²) | Wappen               | Freguesia            | Einwohner            | Fläche in (km²)      |
|           | Braga (Maximinos, Sé e Cividade) | 15087     | 2,57            |                      | Maximinos            | 9795                 | 1,9                  |
|           | Braga (Maximinos, Sé e Cividade) | 15087     | 2,57            | Sé                   | 3345                 | 0,37                 |                      |
|           | Braga (Maximinos, Sé e Cividade) | 15087     | 2,57            | Cividade             | 1435                 | 0,3                  |                      |